# Chrysis semistriata
Chrysis semistriata is een vliesvleugelig insect uit de familie van de goudwespen (Chrysididae). De wetenschappelijke naam van de soort is voor het eerst geldig gepubliceerd in 1997 door Linsenmaier.